# Luo Huan
Luo Huan, född 6 mars 2000 i Hubei, är en kinesisk gymnast.

## Karriär
Luo har tagit två guld i mångkampen vid de nationella mästerskapen, 2017 och 2018. Vid Världsmästerskapen i artistisk gymnastik 2018 ingick hon i det kinesiska laget som tog brons.